# Jelcz 120M

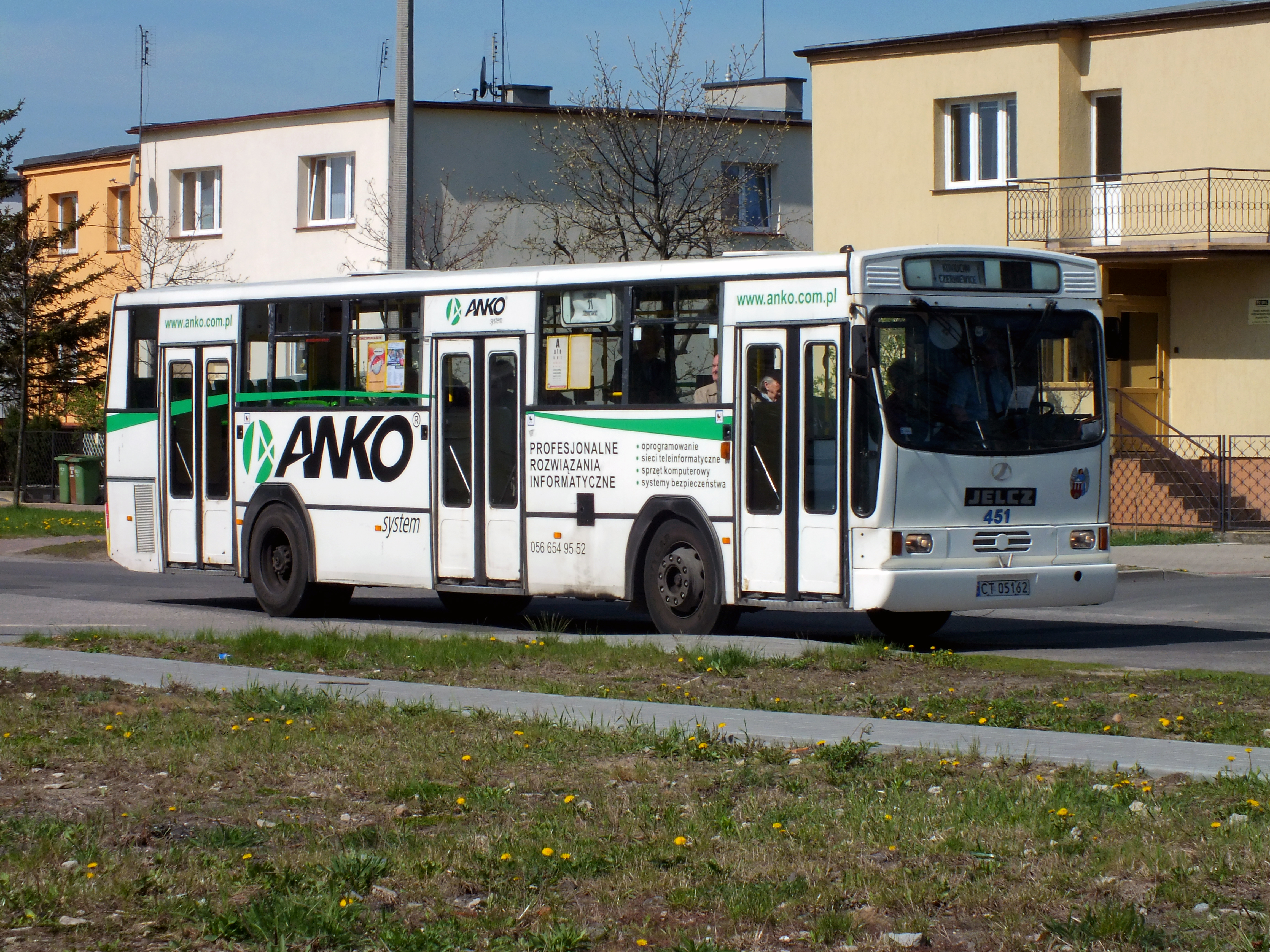
Jelcz 120M z 1997 roku w Toruniu

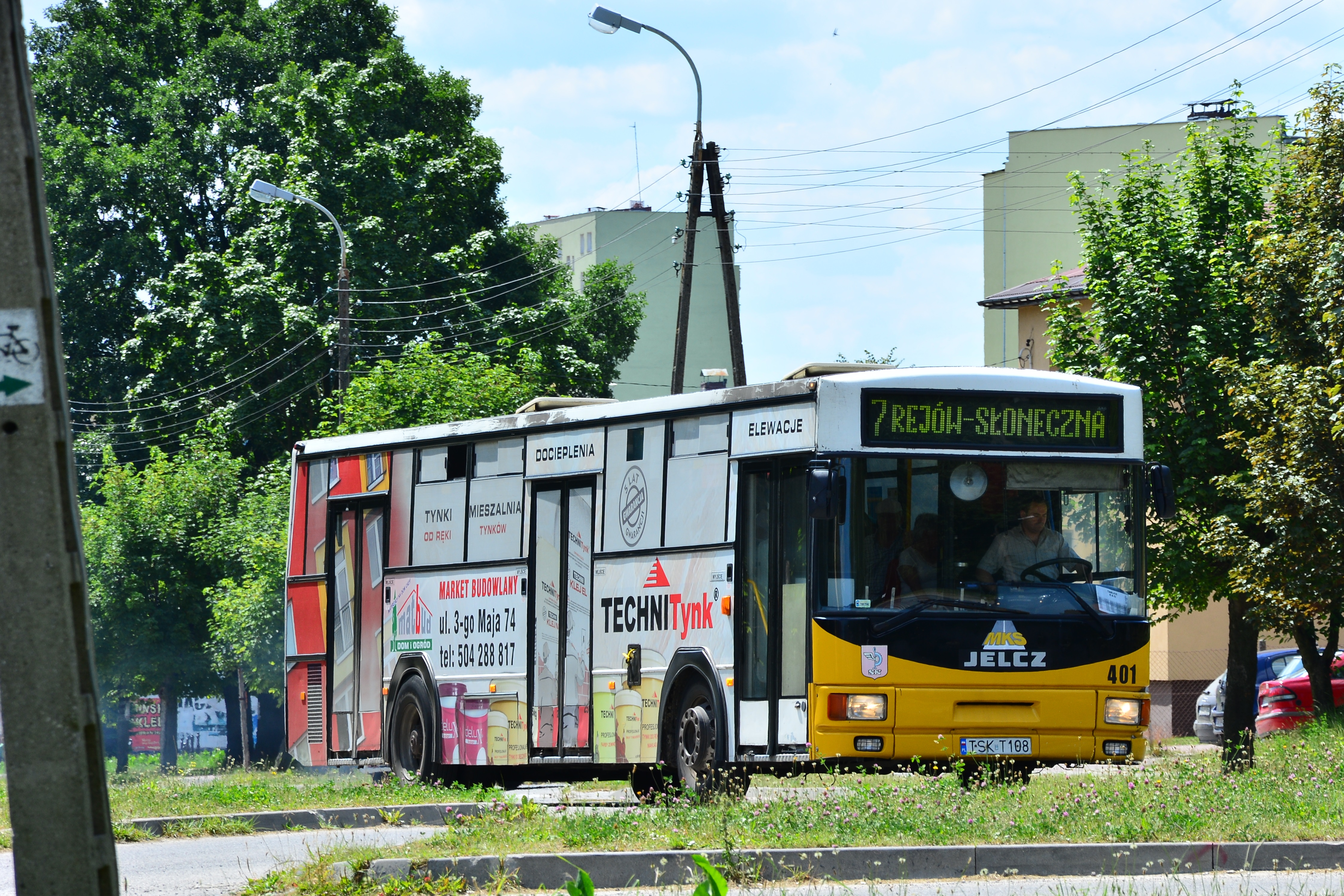
Jelcz 120M z 2000 roku w Skarżysku-Kamiennej

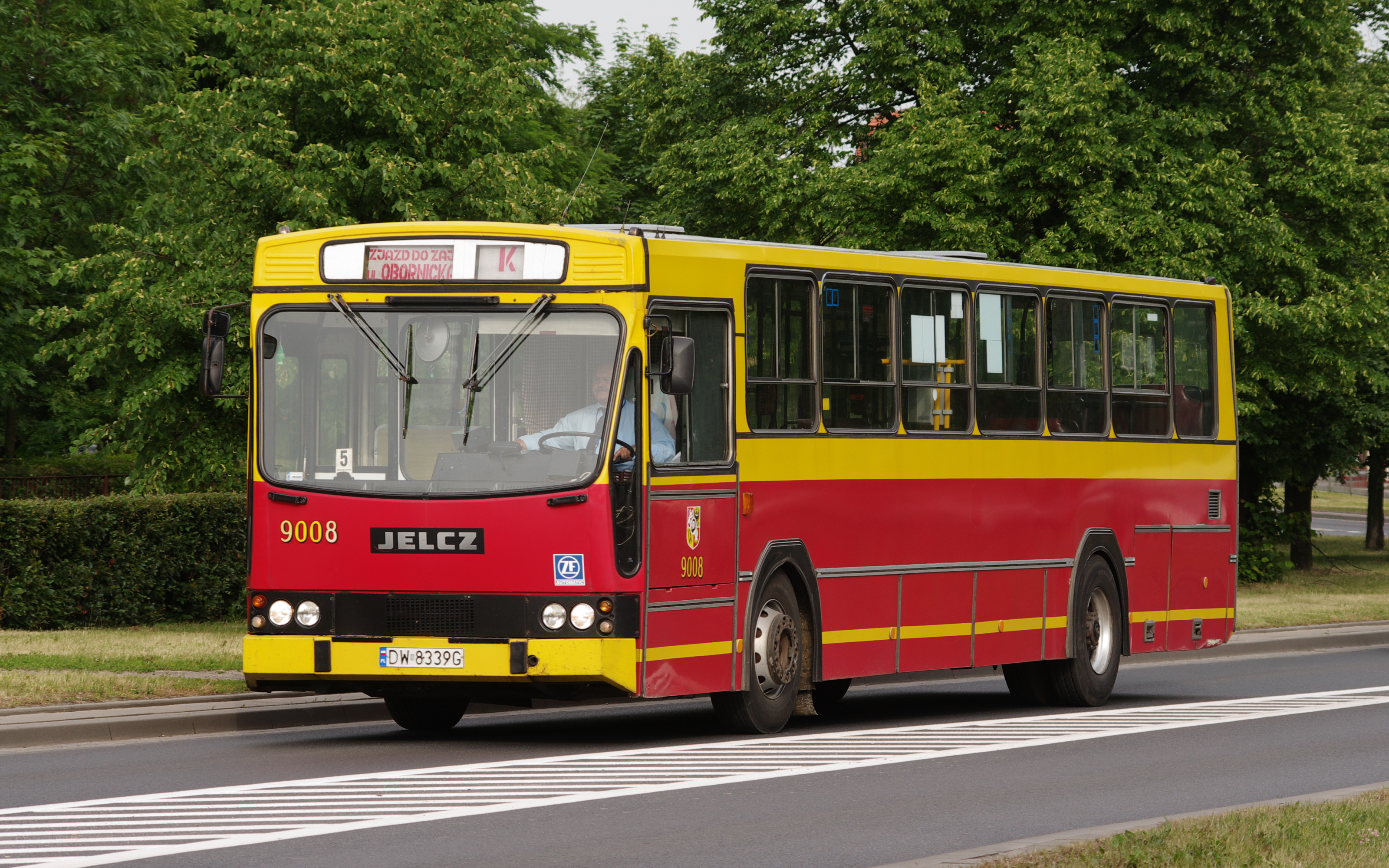
Jelcz 120MM/1 z 1993 roku we Wrocławiu

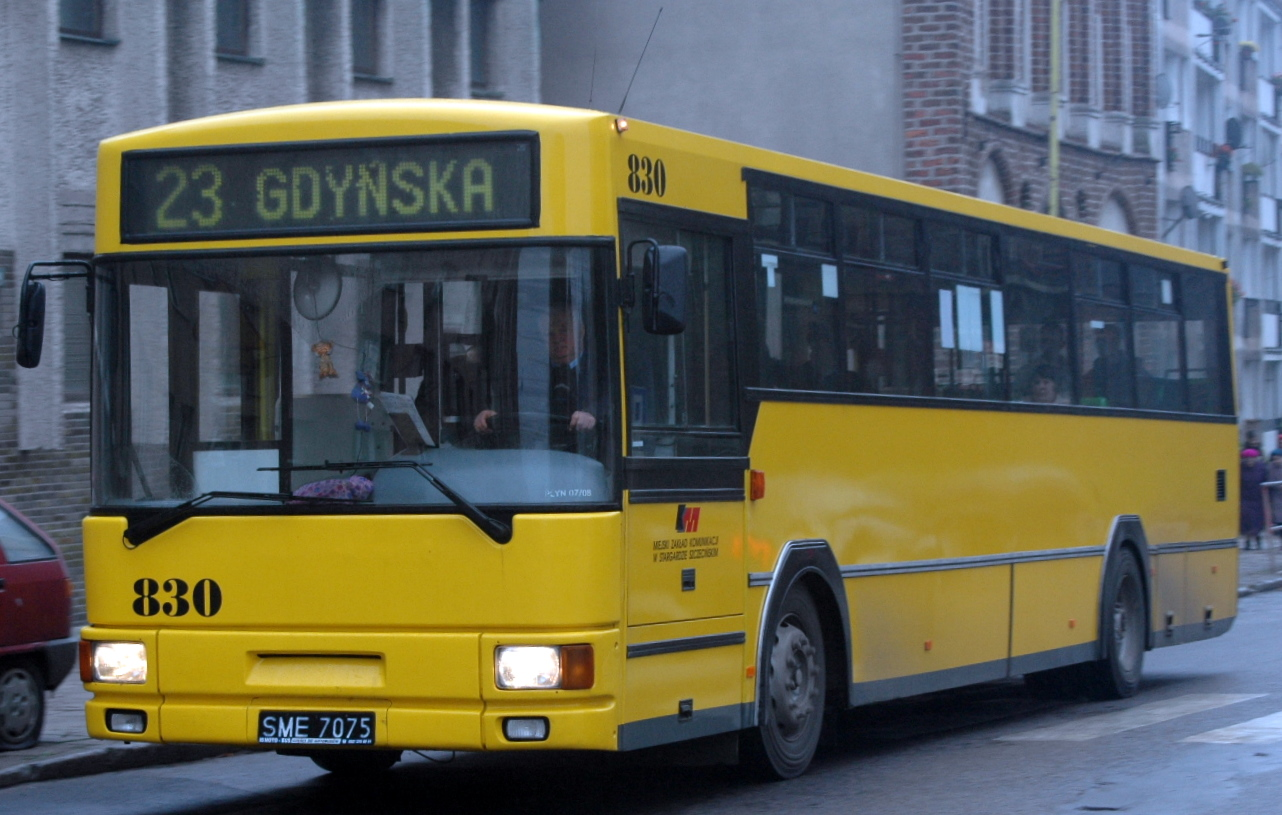
Jelcz 120MM/2 z 1998 roku w Stargardzie

Jelcz 120M – seria 12-metrowych, średniopodłogowych autobusów miejskich o trzech dwuskrzydłowych drzwiach o układzie 2-2-2 produkowanych przez zakłady Jelcz w Jelczu-Laskowicach, model standardowy 120M produkowano w latach 1992-2003 a jego odmiany w latach 1992-2007.

## Historia modelu
W 1992 roku zaprezentowano i wdrożono do produkcji autobus Jelcz 120M, który jest modernizacją szeroko rozpowszechnionego w Polsce Jelcza PR110M. Najbardziej rzucającymi się w oczy zmianami stylistycznymi pojazdu było zastosowanie w górnej części ściany czołowej nowej wykonanej z tworzywa sztucznego obudowy zewnętrznej miejsca przeznaczonego na tablicę informacyjną oraz zastosowanie szyby tylnej o zmniejszonych wymiarach. Nieznacznie zmienione zostało również wnętrze pojazdu. Zlikwidowano 2 miejsca siedzące naprzeciw trzecich drzwi na rzecz przestrzeni dla osób stojących, oraz zmniejszono o 20 mm wysokość pierwszego stopnia w trzecich drzwiach. Jednak najważniejszą zmianą w stosunku do modelu PR110M było zastosowanie zmodernizowanego turbodoładowanego silnika WS Mielec SWT 11/300/1 o mocy maksymalnej 162 kW (220 KM) zblokowanego z 4-biegową skrzynią S4-95 produkcji polskiej. W porównaniu z Jelczem PR110 zastosowano zmienione (szybsze) przełożenie mostu napędowego (5,86, a od roku 1994 5,125), dzięki czemu wzrosła prędkość maksymalna oraz uległo znaczącej redukcji zużycie paliwa (o kilkanaście l/100 km. w porównaniu z PR 110U). Jeszcze w tym samym roku do oferty dołączyła wersja o oznaczeniu 120MM wyposażona w silnik MAN D2866UH o mocy maksymalnej 184 kW (250 KM) oraz 4-biegową automatyczną skrzynię biegów 4HP-500. Stworzono również prototyp autobusu wyposażonego w silnik Volvo THD102KB o mocy maksymalnej 180 kW (245 KM), jednak wersja ta o oznaczeniu 120MV nie została wprowadzona do produkcji seryjnej.
W 1993 roku model 120MM został zastąpiony przez 120MM/1 z silnikiem MAN D0826LUH05 o mocy maksymalnej 169 kW (230 KM), który spełniał normę czystości spalin Euro-1. Wprowadzono również możliwość wyposażenia standardowej wersji 120M w 4-biegową automatyczną skrzynię ZF 4HP-500. W modelu tym (wersja standardowa) występowała też 5 biegowa skrzynia automatyczna ZF 5HP-500.
W następnym roku zaprezentowano prototyp modelu 120M ze zmodernizowanym nadwoziem. Pojazd ten otrzymał wklejane szyby boczne, nową ścianę tylną wykonaną z tworzywa sztucznego z wklejaną prostokątną szybą oraz wydzielonym miejscem na tablice informacyjną, zaprojektowaną specjalnie dla tego prototypu ścianę przednią z tworzywa sztucznego z szybą z modelu T120. Autobus ten był eksploatowany do lipca 2008 roku w PKS Lubin. Również w 1994 roku do wyposażenia opcjonalnego serii 120M wprowadzono zderzaki wykonane z tworzywa sztucznego.
W 1995 roku zbudowano serię 3 prototypów z nadwoziem poddanym unifikacji ze wprowadzonym w tym samym roku modelem M121M. Pojazdy te otrzymały wklejane szyby boczne, przedni zderzak z prostokątnymi reflektorami ze zintegrowanymi kierunkowskazami (jak w pierwszych M121M) oraz plastikowy zderzak tylny. We wnętrzu zastosowano twarde plastikowe siedzenia firmy Astromal w miejsce miękkich obitych skajem lub tkaniną. Wszystkie 3 egzemplarze trafiły do MPK Rzeszów, gdzie były eksploatowane do 2013 roku.
Rok 1996 przyniósł prezentację kolejnego prototypu ze zmodernizowanym nadwoziem. Zastosowano w nim tą samą ścianę tylną oraz przednią jak w koncepcie z 1994 roku. Różnicą było zastosowanie w ścianie czołowej wydzielonego miejsca na tablicę lub świetlik informacyjny. Obniżona została górna linia okien oraz zastosowano nowe drzwi aluminiowe z wklejanymi szybami. We wnętrzu pojazdu zlikwidowano większość podestów, zwiększając tym samym funkcjonalność tego autobusu. Prototyp ten do 2006 roku był użytkowany przez MPK Legnica.
W tym samym roku wprowadzono do produkcji seryjnej serię 120M ze zmodernizowanym nadwoziem. W przedniej części pojazd ten otrzymał nowy plastikowy zderzak przejęty z rodziny M121x i M181x. Zastosowano również nową tylną ścianę z tworzywa sztucznego (podobną do tej z prototypów z 1994 i 1996), drzwi aluminiowe z wklejanymi szybami (prototyp 1996) oraz wklejane szyby boczne. We wnętrzu pojawiły się twarde siedzenia marki Astromal.
W 1997 roku cała seria przeszła kolejną modernizację, w wyniku której wprowadzono ścianę przednią z tworzywa sztucznego z dużą panoramiczną szybą i wyraźnie wydzielonym miejscem na tablicę informacyjną.
W 1998 roku wprowadzono do produkcji wersję 120MM/2, która zastąpiła model 120MM/1. W 1999 roku zaprezentowano prototyp modelu 120MD, 120M/2 LPG oraz model 120M/3.W 2000 roku model 120M/1 CNG.
W 2003 roku wycofano z produkcji wersję 120M wyposażoną w standardowy silnik Mielec SWT 11/300/1. Pod koniec tego samego roku zaprezentowano model M120MM/3 wyposażony w silnik MAN D0836DUH03. Oprócz zastosowanej jednostki napędowej model ten charakteryzował się zmodernizowanym nadwoziem ze ścianą czołową oraz tylną przejętą z modelu M101I. W następnym roku do produkcji skierowane zostały identycznie od strony stylistycznej modele 120M/3 oraz nowy M120I. Ostatnią wersją serii 120M był wprowadzony do produkcji w 2006 roku Jelcz M120M/4 CNG.
Od 1993 roku istniała możliwość zamówienia tego modelu z nadwoziem o układzie drzwi 2-0-2, a od 1999 roku również z układem 2-2-0.
Jelcz 120M z trzeciej serii produkcyjnej (lata 1997-2003) bywa często mylony z Jelczem 120M/3 z analogicznej serii produkcyjnej (lata 1999-2003), różnica jednak polega na tym, iż 120M także z tej serii charakteryzuje się silnikiem WSK Mielec SWT 11/300/1 podczas gdy Jelcz 120M/3 wyposażony jest w jego ekologiczną odmianę- silnik WSK Mielec SWT 11/302/1, nadwozie obu pojazdów z tych lat pozostaje takie samo.

## Wersje rodziny 120M
- Istnieją następujące odmiany Jelczy 120M (xxxx-xxxx – lata produkcji, obok marka i moc maksymalna silnika):
  - Jelcz 120M 1992-2003 – Mielec, 220 KM
  - Jelcz M120I 2004-2007 – Iveco, 239 KM
  - Jelcz 120M.98
  - Jelcz 120M/1 CNG 1998-2003 – Mielec, 207 KM
  - Jelcz 120M/2 LPG 1998-2003 – Mielec, 204 KM
  - Jelcz 120M/3 1999-2004 – Mielec, 220 KM
  - Jelcz M120M/4 CNG 2006 – 2008
  - Jelcz 120MB 1996 – Mercedes-Benz 250 KM (wyprodukowano 1 szt.)
  - Jelcz 120MD 1999-2000 – DAF, 230 KM (wyprodukowano 1 szt.)
  - Jelcz 120MM 1992-1993 – MAN, 250 KM
  - Jelcz 120MM/1 1993-1998 – MAN, 230 KM
  - Jelcz 120MM/2 1998-2004 – MAN, 220 KM
  - Jelcz M120NM 1996 – Mielec, 220 KM (prototyp Jelcz M121M)
  - Jelcz 120MT 1997-2000 – Elmor, 149 KM trolejbus
  - Jelcz 120MTE 1996-1997 – Elmor, 149 KM trolejbus
  - Jelcz 120MV 1992 – Volvo, 245 KM
  - Jelcz M120M 2003-2007 – MAN, 220 KM (W 2003 r. powstał jeden egzemplarz o oznaczeniu M120MM/3 i był eksploatowany do roku 2016 przez MZK Toruń. Autobus został odkupiony od MZK Toruń przez firmę Pixel na testy wyświetlacza[potrzebny przypis]).
  - Jelcz L120 1993-2004 – Mielec, 220 KM (autobus lokalny)
  - Jelcz T120 1992-1998 – Mielec, 262 KM (autobus turystyczny)
  - Jelcz T120M 1992-2001 – MAN, 320 KM (autobus turystyczny)
  - Jelcz T120MB 1996-2001 – Mercedes-Benz, 300 KM (autobus turystyczny)
  - Jelcz T122 późniejsze T120/2 1998-2004 – Mercedes-Benz, 300 KM (autobus turystyczny)
  - Jelcz T123 późniejsze T120/3 1998-2004 – Mielec, 262 KM (autobus turystyczny)
  - Jelcz T120V 1992 – Volvo, 286 KM (autobus turystyczny)
  - Jelcz L120 Absolwent 1999-2003 – Mielec, 262 KM (autobus szkolny)
  - Jelcz T120 Prymus 1999-2003 – Mielec, 262 KM (autobus szkolny)
  - Jelcz 150M jest to prototypowa, 15-metrowa wersja, która nie weszła do produkcji z powodu przewidywanego małego popytu na model